# 浙江省政府 (中华民国)

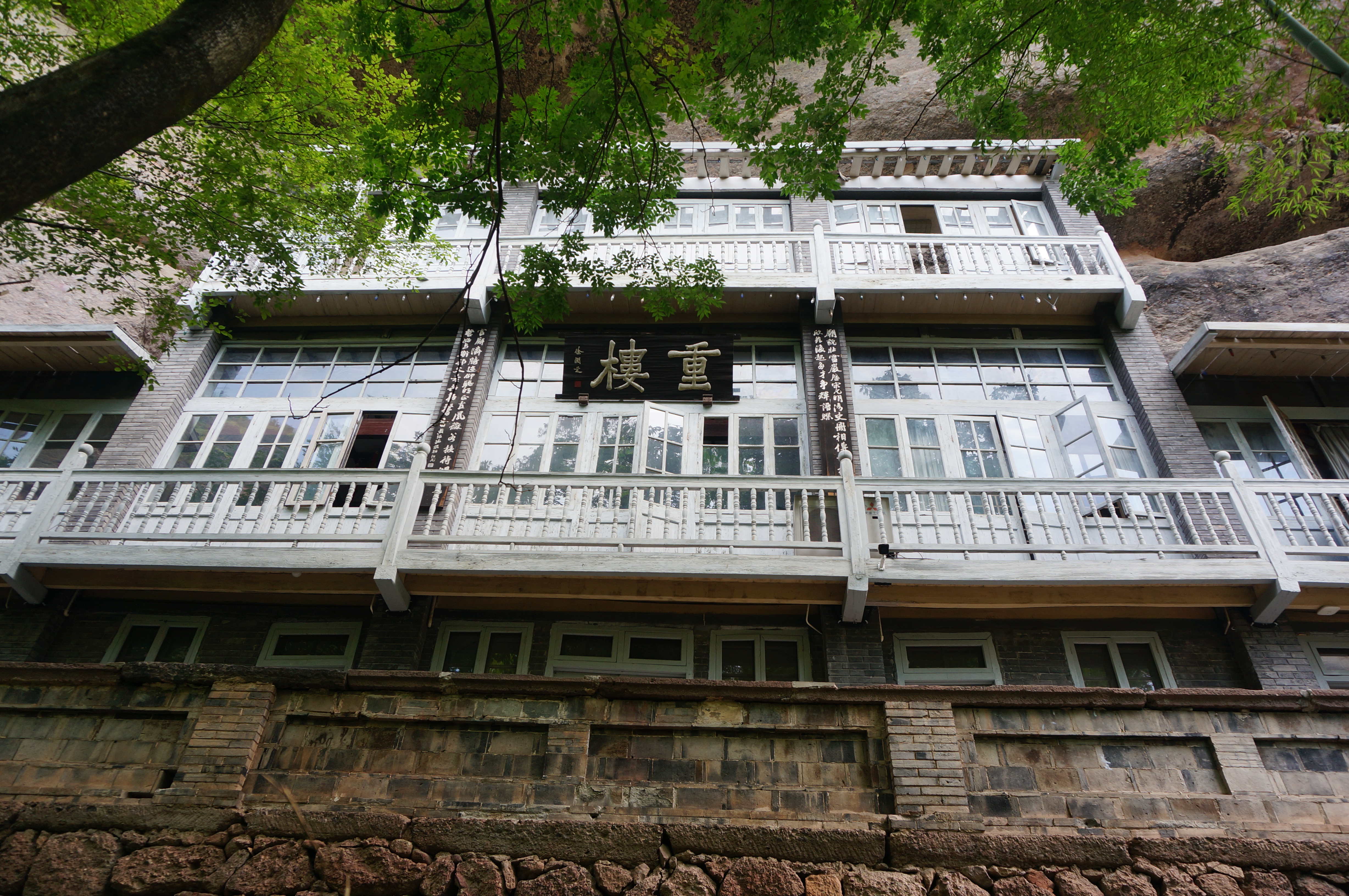
永康市方岩镇原浙江省政府及秘书处旧址（1938年1月－1942年5月）。

浙江省政府是中华民国南京国民政府在浙江省的省级行政机关。南京国民政府成立后，于1927年4月27日成立浙江省政务委员会。7月25日，改组为浙江省政府委员会。7月27日，浙江省政府正式成立。

## 构成
浙江省政府委员会设委员9至11人，其中主席1人。民國十六年（1927）7月，浙江省政府正式成立，下設民政、財政、教育、建設四廳和秘書、保安二處。民國26年（1937）後，浙江省政府陸續成立會計、衛生、社會、人事、警保等處和地政局。民國33年（1944）四月，浙江省政府公佈《組織法》，省政府設民政、財政、教育、建設四廳及秘書、會計二處。

## 省政府驻地

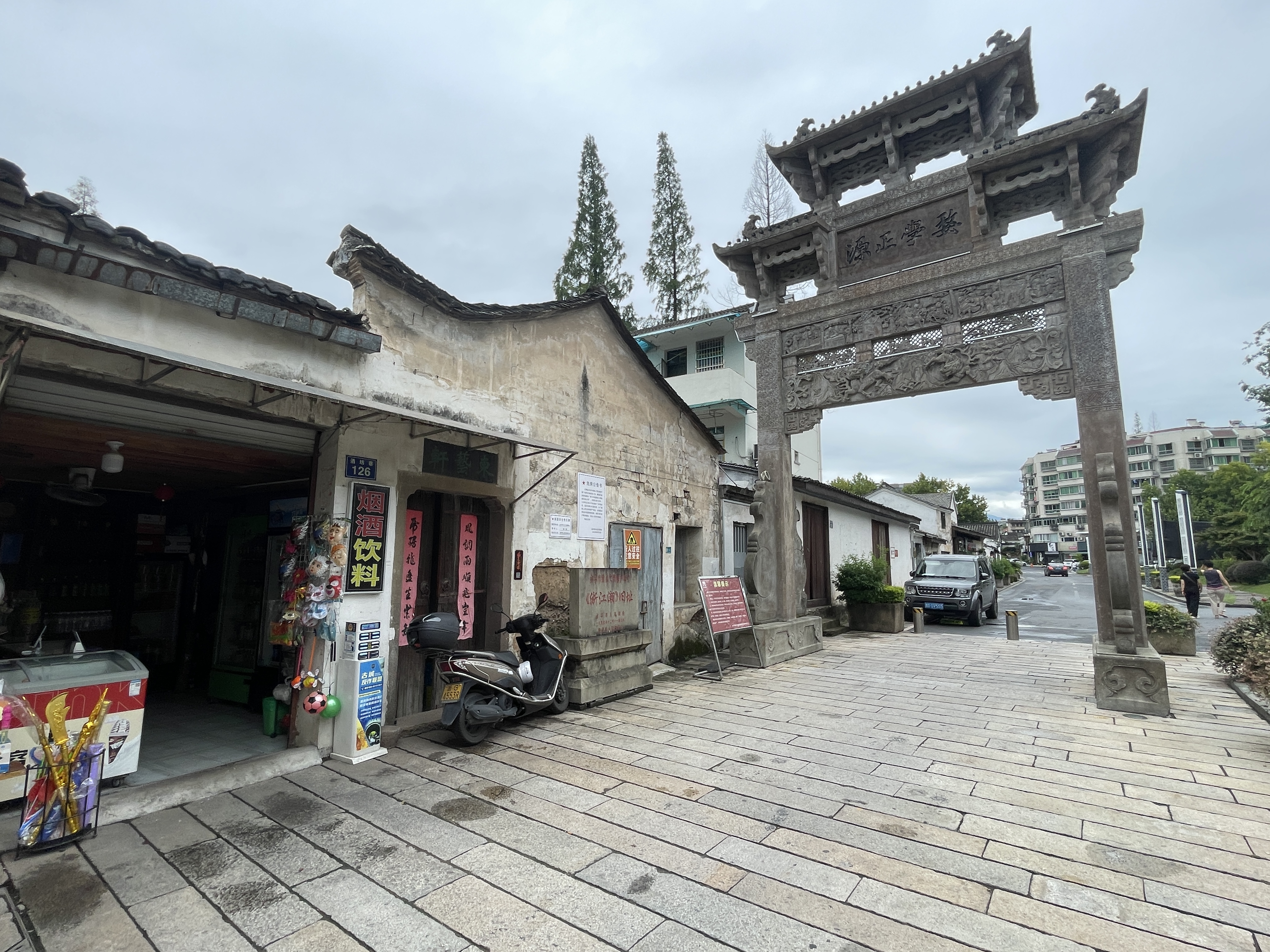
金华古子城酒坊巷126号的原黄绍竑公馆，曾作为浙江省政府机关刊物《浙江潮》编辑部

省政府的省会一直在杭州，1937年12月，日军攻袭杭州，省政府迁至金华。1938年初又迁至永康方岩。1942年夏迁到云和。1945年10月，省政府迁回杭州。1949年5月3日杭州为解放军佔領，省政府迁至舟山岛北部的干𬒗，并由蒋经国亲自将该地更名为克难，統治浙江沿海诸岛。1950年5月，浙江省政府等驻舟山各机构及大量人员随中華民國國軍撤退台湾，省政府因之撤銷。

## 浙东行署、浙西行署、浙南行署、浙北行署
抗日战争期间，1938年冬在於潜设置省政府浙西行署，代表省政府管理杭嘉湖各县。1943年9月在天台设置省政府浙东行署，代表省政府管理宁、台各县。日本投降后，浙东行署、浙西行署撤销。1949年4月26日省政府決定設立三個行署，浙東行署設在寧波，由二區專員周靈鈞任主任；浙南行署設在永嘉，由五區專員周琦任主任；浙西行署設在於潛，由九區專員譚乃大任主任。1949年5月時任杭州市長俞濟民出任浙江省浙東行署主任。
民國三十八年十月七日，浙南行署撤銷。

王雲沛後浙南行署改稱為浙南指揮所，以葉苕中為主任，但浙南行署名義並未撤銷。1950年1月1日是浙南、浙西、浙北行署在法律上正式撤銷之日。

## 浙江省政府重建
国民政府弃守舟山后，僅有在浙江東南的大陳列島（台州列島）、一江山、披山、頭門山、漁山、南麂等島而由国民政府控制。而撤退到島上的縣政府包括溫嶺、臨海、黃岩、平陽、三門、樂清、玉環七縣。中華民國總統蔣中正遂派胡宗南，在1951年9月赴大陳島成立「江浙總部」，並以江浙總部為基礎，相應重设「浙江省政府」，與中國人民解放軍作戰。
1952年，浙江省政府七縣合併為溫嶺、臨海、平陽、玉環四縣，改三門縣為「漁山管理局」，並設立「竹嶼管理局」，該兩管理局原是與大陸直接貿易之特區，但一年後隨即裁撤。省政府駐地下大陳南田村。1953年8月，蔣中正決定改採守勢作戰，浙江省政府遷至台灣，當地再設立「大陳地區行政督察專員公署」治理，行政督察專員則由原政務處長沈之岳擔任。1954年9月省府裁编。
1955年1月20日，中國人民解放軍攻陷一江山島，国民政府見大勢已去，在美國第七艦隊的護航下，將大陳島上的軍隊和居民全部撤退至台灣，隨後更撤離南麂，而浙江省大陳區行政督察專員公署及在台灣的浙江省政府亦隨之撤銷。浙江省至此全境易手。

## 历任浙江省政府主席
1. 张静江（1927年7月27日推举为省主席）
2. 何應欽（1927年10月5日任命，1928年11月7日免除），1928年5月14日后省主席之职由蔣伯成代理
3. 张静江（1928年11月7日任命，1930年12月4日免除），二度就任。
4. 张难先（1930年12月4日任命，1931年12月15日免除）
5. 魯滌平（1931年12月15日任命，1934年12月12日免除）
6. 黄绍竑（1934年12月12日任命，1936年7月25日免除）
7. 白崇禧（1936年7月25日任命，1936年9月5日免除），实际为其本人拒绝，由徐青甫代白崇禧省主席職
8. 黄绍竑（1936年9月5日任命，1936年12月2日免除），二度就任
9. 朱家驊（1936年12月2日任命，1937年11月26日免除）
10. 黄绍竑（1937年11月26日任命，1946年3月26日免除），三度就任
11. 沈鸿烈（1946年3月27日任命，1948年6月22日免除）
12. 陈　仪 （1948年6月22日任命，1949年2月21日免除）
13. 周　喦 （1949年2月21日任命，1949年11月28日免除）
14. 石　覺 （1949年11月28日任命，1950年5月13日辞）
15. 胡宗南（化名「秦東昌」）（1952年10月19日任命，1953年7月23日迁台）
16. 钟松（1953年8月－1954年9月代理）[10]